# Ayyampalayam
Ayyampalayam es una ciudad y nagar Panchayat situada en el distrito de Dindigul en el estado de Tamil Nadu (India). Su población es de 12175 habitantes (2011). Se encuentra a 13 km de Dindigul y 56 km de Madurai.

## Demografía
Según el censo de 2011 la población de Ayyampalayam era de 12175 habitantes, de los cuales 5985 eran hombres y 6190 eran mujeres. Ayyampalayam tiene una tasa media de alfabetización del 75,96%, inferior a la media estatal del 80,09%: la alfabetización masculina es del 82,55%, y la alfabetización femenina del 69,65%.